# Miloš Holuša
Miloš Holuša (* 2. května 1965) je bývalý český chodec.

## Sportovní kariéra
Začínal jako fotbalista, atletice se začal věnovat v 18 letech v STS Opava, na vojně ve VTJ Kutná Hora, poté v Olympu Praha a USK Praha.
Startoval na dvou evropských šampionátech v závodě na 50 kilometrů chůze (v roce 1994 skončil šestnáctý, o čtyři roky později osmnáctý). V roce 2002 obsadil na mistrovství Evropy v závodě na 20 kilometrů dvacáté místo.
Celkem sedmkrát reprezentoval Českou republiku na mistrovství světa, jeho nejlepším umístěním bylo 17. místo v závodě na 50 kilometrů v roce 1999 a v závodě na 20 kilometrů v roce 2001.
Třikrát startoval na olympiádě, v Sydney v roce 2000 došel do cíle závodu na 50 kilometrů šestnáctý. Jeho osobní rekord na této trati 3:49:08 z roku 1996 je k prosinci 2018 stále českým rekordem.
Během 15 let reprezentoval celkem 22krát.